# Chiesa della Madonna del Terremoto

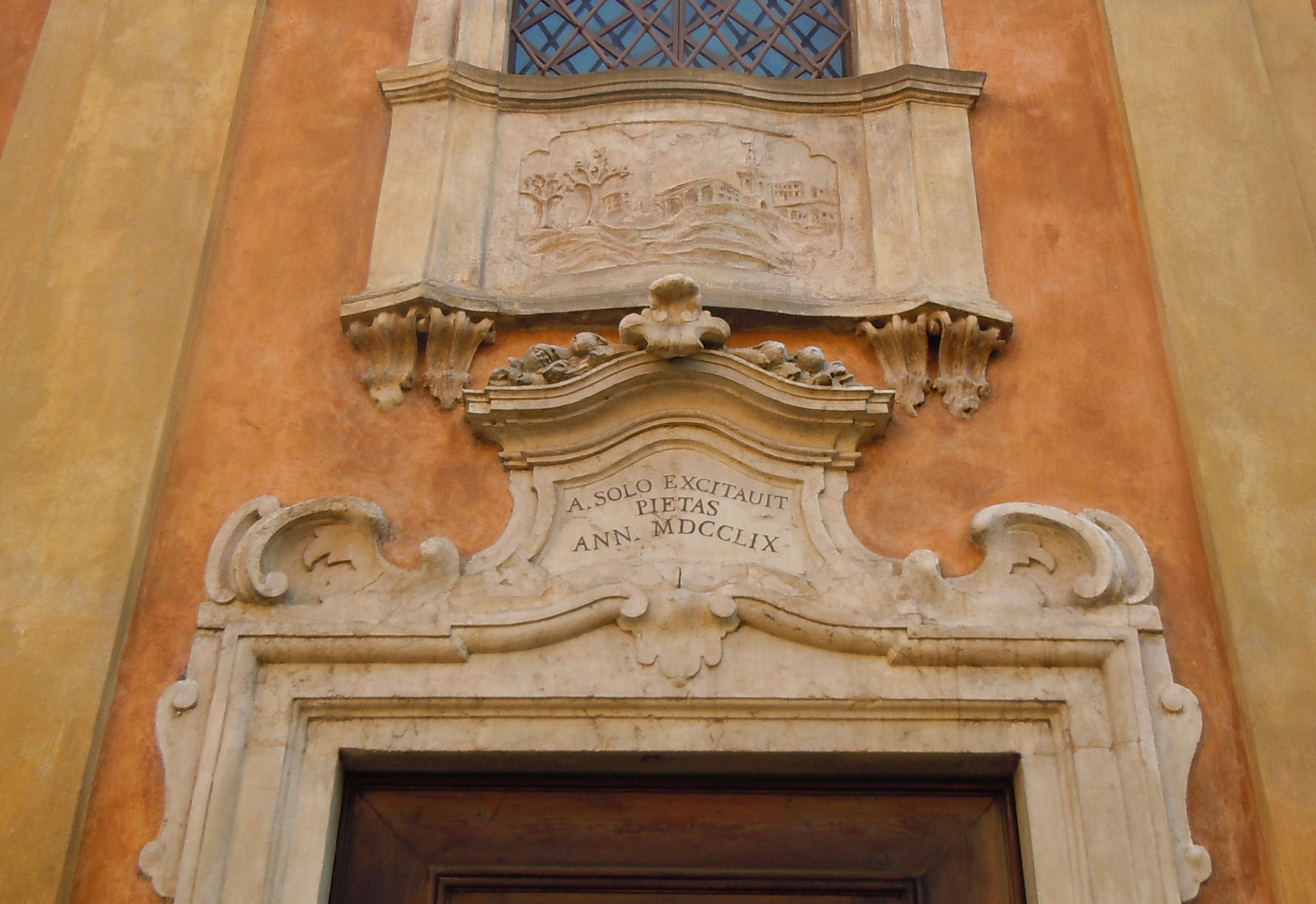
Particolare del portale

La piccola chiesa della Madonna del Terremoto fu edificata nel 1754 a ricordo della protezione data dalla Madonna in occasione del terremoto del 1693. Essa sorge in piazza Canossa, una delle più caratteristiche piazze di Mantova.

## Descrizione
L'interno barocco è costituito da una piccola navata e da un presbiterio chiuso da una cancellata. Vi erano esposte due pale di Giuseppe Bazzani, l`Adorazione dei Pastori e la Pietà, attualmente conservati nel Museo Diocesano della città.
Di fronte alla chiesa si erge Palazzo Canossa, residenza nobiliare della famiglia Canossa di Mantova.